# 2019冠状病毒病西班牙疫区封锁措施
为了控制2019冠状病毒病疫情在西班牙的暴发，西班牙政府于2020年3月14日宣布国家进入紧急状态并宣布从3月15日起开始实施国家级的封锁措施。所有居民都被要求留在其住所中，除了购买食品和药品，工作或者紧急情况外不得外出。封锁措施还包括暂时关闭的非必要的商店和企业，包括酒吧、餐馆、咖啡馆、电影院、商业和零售企业。
该措施是在3月13日西班牙确诊个例从3146例激增66%到5232例的情况下作出的。
西班牙政府主席（首相）佩德罗·桑切斯认为这一「非常举措」是必要的，因为西班牙正在面临「健康、社会和经济危机」。